# Jean-Jacques Moros
Jean-Jacques Moros est un athlète français, né à Rosny-sous-Bois le 8 octobre 1970 et mort à Évry le 31 octobre 2015, adepte de la course d'ultrafond et champion de France des 100 km en 2006. Il est également vainqueur de la Transe Gaule en 2004, 2011 et 2013.

## Biographie
Jean-Jacques Moros devient champion de France aux 100 km de Belvès en 2006. Il est vainqueur de la Transe Gaule en 2004, 2011 et 2013,,, remporte le Sparnatrail à trois reprises et les 100 km de Millau en 2007. Il décède en 2015 d'un cancer de l’œsophage,.

## Records personnels
Statistiques de Jean-Jacques Moros d'après la Fédération française d'athlétisme (FFA) et la Deutsche Ultramarathon-Vereinigung (DUV) :
- 1 500 m : 4 min 35 s 44 en 2009
- 5 000 m : 15 min 53 s 71 en 2007
- 10 000 m : 32 min 47 s 64 en 2006
- 10 km route : 32 min 28 s  en 2006
- 15 km route : 51 min 19 s  en 2012
- Semi-marathon : 1 h 13 min 4 s en 2010
- Marathon : 2 h 31 min 11 s au marathon de Cheverny en 2012[11],[12]
- 50 km route : 3 h 8 min 18 s aux 50 km des étangs de Sologne en 2009
- 100 km route : 6 h 51 min 50 s aux championnats de France des 100 km du Périgord Noir à Belvès en 2006
- 6 heures route : 86,332 km aux 6 h de Marchiennes en 2004
- 12 heures route : 92,056 km aux 24 h de Roche-la-Molière en 2010 (12 h split)
- 24 heures route : 189,317 km aux 24 h de Saint-Maixent-l'École en 2004